# Tullgrenella
Tullgrenella Mello-Leitão, 1941 è un genere di ragni appartenente alla famiglia Salticidae.

## Etimologia
Il genere è così denominato in onore di Albert Tullgren, aracnologo svedese (1874-1958), che ne descrisse la specie tipo nel 1905.

## Distribuzione
Le 13 specie note di questo genere sono tipiche dell'America meridionale, in particolare dell'Argentina, della Bolivia e del Brasile.

## Tassonomia
Considerato un sinonimo posteriore di Akeloides Mello-Leitão, 1944 da uno studio dell'aracnologa Galiano del 1970.
A maggio 2010, si compone di 13 specie:
- Tullgrenella corrugata Galiano, 1981 — Brasile
- Tullgrenella didelphis (Simon, 1886) — Bolivia
- Tullgrenella gertschi Galiano, 1981 — Brasile
- Tullgrenella guayapae Galiano, 1970 — Argentina
- Tullgrenella lunata (Mello-Leitão, 1944) — Argentina
- Tullgrenella melanica (Mello-Leitão, 1941) — Argentina
- Tullgrenella morenensis (Tullgren, 1905)[2] — Argentina
- Tullgrenella musica (Mello-Leitão, 1945) — Argentina
- Tullgrenella peniaflorensis Galiano, 1970 — Cile
- Tullgrenella quadripunctata (Mello-Leitão, 1944) — Argentina, Uruguay
- Tullgrenella selenita Galiano, 1970 — Argentina
- Tullgrenella serrana Galiano, 1970 — Argentina
- Tullgrenella yungae Galiano, 1970 — Bolivia, Argentina